# Дервента
Дервента је градско насеље и сједиште града Дервенте у Републици Српској, БиХ. Налази се у долини ријеке Укрине, удаљена око 10 км јужно од границе са Хрватском и око 23 км од најближег граничног прелаза са Хрватском, који се налази у Броду. Према попису становништва из 2013. године, у насељеном мјесту Дервента укупно је пописано 11.076 становника, а према подацима Агенције за статистику Босне и Херцеговине пописано је је 11.631 становника.
Прије рата у Босни и Херцеговини, Дервента је имала веома развијену текстилну индустрију и сматрала се једним од највећих центара за ову врсту индустрије. За вријеме рата, бројна постројења су уништена, али се након рата Дервента почела опорављати. Изградњом новог економског система, започео је процес приватизације државних предузећа, а основана су и нова приватна предузећа, што је допринијело развоју овог насеља. Дервента се сматра једним од најбрже развијених насеља у Републици Српској, али и у читавој Босни и Херцеговини. Данас, Дервенћани углавном раде у обућарској и металопрерађивачкој индустрији.
Насеље се налази на око 200 м.н.в., при чему се центар насеља налази на брежуљку, док је велики дио становништва насељен у равници која се простире на лијевој страни ријеке Укрине. Овај дио насеља подложан је поплавама; 2010. и 2014. године Дервенту су задесиле велике поплаве. Од тада је велика пажња посвећена превенцији оваквих непогода приликом изливања ријеке Укрине из корита на подручју Дервенте.

## Етимологија
На јавном путу који води из Босне, Клиса и Зворника према граничним санџацима Будима и Темишвара, а у близини скеле Дубочца на ријеци Сави, налази се дербент, а уједно у близини исте скеле налази се мост преко ријеке Укрине. Како нису тачно одређене дербенџије и ћуприџије, то су путници при пролазу туда имали много потешкоћа и великих невоља.

Насеља која су се налазила на подручју данашње Дервенте, а која се спомињу у списима из 16. вијека, називала су се Горња и Доња Укрина. Није сигурно да ли су насеља добила имена по ријеци Укрини или је Укрина добила име по насељима, али се у неким документима спомиње да се, у народу, ријека Укрина називала и Деравом. Овај назив за ријеку може бити повезан са данашњим називом насеља, али ово тумачење није општеприхваћено.
Нема тачних података о томе када је Дервента добила овај назив. Историчар Адем Ханџић тврди да је Горња Укрина добила назив Дервента у периоду између Пожаревачког мира 1718. и Београдског мира 1739. године. Међутим, у опису босанског бискупа Маравића из 1655. године, спомиње се име Дервента. Такође, ово име се спомиње и у извјештају о визитацији фра Николе Оловчића из 1672. године.
Постоји више теорија о поријеклу овог имена. Неки вјерују да је име настало од турске ријечи дербент или дервент што значи „кланац” или „тврђава”, или од персијске ријечи дарбанд која значи „затворена врата”, или у пренесеном значењу „тврђава”. С обзиром да су на овим просторима у историји живјели Келти, постоји теорија да име води поријекло од ријечи Derwent из древног келтског језика, а која се може превести као „долина дебелих храстова”. Ово подручје је некада било богато шумама храста лужњака, те је због тога ова теорија сасвим оправдана.

## Географија

### Положај
Дервента се налази у Босанској Посавини, на сјеверу Српске. Смјештена је у сјеверозападном дијелу града Дервенте, недалеко од ријеке Саве, која представља границу са Хрватском. Кроз Дервенту протиче ријека Укрина, десна притока Саве, која такође пролази кроз општину Прњавор. Градско подручје обухвата 16,8 км². Центар Дервенте налази се на 44° 58′ сјеверне географске ширине и 17° 55′ источне географске дужине.
Градско насеље Дервента граничи се са насељима Живинице, Поље, Беглуци, Куљеновци, Луг, Лужани и Доња Бишња. Удаљена је од Брода 23 км, од Прњавора и Српца 35 км, Добоја 40 км, а од Бањалуке 85 км. Дервента представља значајно чвориште магистралних, регионалних и локалних путева. Најзначајнији локални путеви су на релацији Дервента—Осиња и Дервента – Календеровци Горњи. У Дервенти се укрштају путеви који повезују источни и западни дио Српске, као и пут који повезује Неум са средишњим дијелом Босне и Херцеговине, преко излаза на ауто-пут у Славонском Броду, до западне и југоисточне Европе. Дервента има повољан саобраћајно-географски положај, што је допринијело привредном развоју насеља и града, а приближно је једнако удаљена од Сарајева, Београда и Загреба. Рељеф Дервенте карактеристичан је за јужни обод Панонске низије и у морфолошкој структури овог простора углавном доминирају ниска побрђа, брежуљци и алувијалне равни.

### Клима
Подручје Дервенте, као и остатак Босанске Посавине, изложено је умјереноконтиненталној клими благих карактеристика. Зиме су умјерено хладне, док су љета умјерено топла, а просјечна јулска температура креће се од 28 до 30 °C. Јесен је топлија од прољећа у просјеку за 1,8 °C. Средња годишња температура у Дервенти износи око 11 °C. Падавине су равномјерно распоређене током цијеле године, а просјечна количина падавина је око 839 мм. Снијег најчешће пада у јануару и фебруару, а нема га од маја до октобра. Задржава се на тлу у просјеку 39 дана. Вјетрови у Дервенти у просјеку нису јаки, најчешће се крећу од 2. до 5. степена на Бофоровој скали, али се у екстремним случајевима појаве и вјетрови од 7. до 9. степена Бофорове скале.
| Клима Дервенте             | Клима Дервенте | Клима Дервенте | Клима Дервенте | Клима Дервенте | Клима Дервенте | Клима Дервенте | Клима Дервенте | Клима Дервенте | Клима Дервенте | Клима Дервенте | Клима Дервенте | Клима Дервенте | Клима Дервенте |
| Показатељ \ Мјесец         | .Јан.          | .Феб.          | .Мар.          | .Апр.          | .Мај.          | .Јун.          | .Јул.          | .Авг.          | .Сеп.          | .Окт.          | .Нов.          | .Дец.          | .Год.          |
| -------------------------- | -------------- | -------------- | -------------- | -------------- | -------------- | -------------- | -------------- | -------------- | -------------- | -------------- | -------------- | -------------- | -------------- |
| Максимум, °C (°F)          | 3,7 (38,7)     | 6,1 (43)       | 12,4 (54,3)    | 16,7 (62,1)    | 21,5 (70,7)    | 25,1 (77,2)    | 27,5 (81,5)    | 27,3 (81,1)    | 23,7 (74,7)    | 17,1 (62,8)    | 9,5 (49,1)     | 5,3 (41,5)     | 16,33 (61,39)  |
| Просјек, °C (°F)           | 0,2 (32,4)     | 1,8 (35,2)     | 7 (45)         | 11 (52)        | 15,6 (60,1)    | 19 (66)        | 20,8 (69,4)    | 20,4 (68,7)    | 17 (63)        | 11,6 (52,9)    | 5,6 (42,1)     | 1,9 (35,4)     | 11,3 (52,3)    |
| Минимум, °C (°F)           | −3,2 (26,2)    | −2,5 (27,5)    | 1,6 (34,9)     | 5,4 (41,7)     | 9,7 (49,5)     | 13 (55)        | 14,1 (57,4)    | 13,5 (56,3)    | 10,3 (50,5)    | 6,2 (43,2)     | 1,8 (35,2)     | −1,4 (29,5)    | 5,71 (42,24)   |
| Количина падавина, mm (in) | 54 (2,13)      | 56 (2,2)       | 51 (2,01)      | 11 (0,43)      | 81 (3,19)      | 100 (3,94)     | 75 (2,95)      | 68 (2,68)      | 61 (2,4)       | 71 (2,8)       | 85 (3,35)      | 72 (2,83)      | 839 (33,03)    |
| Извор: climate-data.org    |                |                |                |                |                |                |                |                |                |                |                |                |                |

## Историја

### Горња и Доња Укрина
На подручју градског насеља и града Дервенте налазила су се насеља Горња и Доња Укрина. Горња Укрина налазила се на десној обали ријеке Укрине, на узвишењу, и вјерује да је због тога добила баш ово име. Из османских извора добијен је податак о 215 становника Горње Укрине забиљежен 1600. године. Доња Укрина простирала се уз лијеву обалу ријеке Укрине, а подаци указују на то да је ово подручје одговарало данашњем насељу Омерагићи, предграђу Дервенте. Горња и Доња Укрина припадале су Добојској нахији, која је била окружена ријекама Босном, Савом и Укрином.
Становници Горње и Доње Укрине су почетком 1575. године саградили мост на ријеци Укрини. Мост је обезбиједио нормалан пролазак трговачких каравана са југа према сјеверу и обрнуто. Тада је насеље било веома значајна трговачка саобраћајница на релацији Тешањ — Добој — Горња Укрина — Дубочац на Сави. Горња Укрина је, према историчару Адему Ханџићу, до краја 16. вијека достигла велики степен урбаног развоја и у то вријеме се назирала контура данашњег насеља.

### Османско доба
Подручје данашње Дервенте било је настањено православним и католичким становништвом прије доласка Османлија. Из пописа Босанског санџака 1570. године видљиво је да је у Горњој и Доњој Укрини живјело православно становништво, а спомиње се и брат попа Богдана у Горњој Укрини, док је поп Богдан, према наведеном попису, био настањен у Доњој Укрини, што указује на чињеницу да је са обје стране Укрине живјело православно становништво. Из пописа се такође види да су на подручју данашњег насеља и града Дервента била насељена сљедећа мјеста — села, чифлуци или мезре: Фоча, Которско, Сивчаница, Лупљаница, Детлак, Црнач, Рабтај, Буковица, Комаровац, Бишња, Придол оваси, као и Горња и Доња Укрина.
Према предању на овом подручју прије доласка Османлија постојао је православни манастир са каменом црквом подигнут као задужбина краља Стефана Драгутина (1282—1314), а кога су Османлије, када су дошли у ове крајеве, око 1458. године срушили. О обновљеном манастиру, који је такође срушен, свједочи и извјештај првог француског генералног конзула у Травнику, Пјера Давида који га заједно са Сометом де Форесом, спомиње у њиховом путопису кроз Босну 1807. године. Познато је и јеванђеље писано у селу Детлаку на ријеци Дерави (Укрини), у вријеме подизања манастира.
Постојала је и дрвена црква (брвнара) са звоником и гробљем на брду Ћелар (изнад „Стрелишта”) подигнута након 1458. године. Тада је Дервента припадала Зворничкој митрополији (која је била насљедник епархије основане у вријеме краља Драгутина), а први епископ је био Василије. У овој цркви свештеник је био Јовица Илић, који је у марту 1834. године дигао буну у цијелој Посавини против османске власти, која је чинила велике неправде, насиља и наметала неиздрживе порезе над православним становништвом. Познате су и личности османске власти из Дервенте против којих је буна била усмјерена: Осман-бег Хаџихасановић и Ахмет-бег Градашчевић. Ова буна је у крви угушена, а поп Јовица је побјегао у бурету низ Саву у Србију. Црква је имала облик заокруженог правоугаоника, а олтар је заузимао средишње мјесто у цркви. Била је украшена иконама из старог манастира кога су Османлије срушиле. У цркви је била и вриједна икона Светог Николе коју је сачувао Гавро Степановић када су Османлије срушиле и ову цркву као одмазду за побуну 1834. године. Гавро је убио Турчина који је дошао да запали ову цркву и прије доласка осталих Турака успио да сакрије наведену икону и друге црквене ствари које су касније захваљујући Гавриној кћерки Јоки поново стављене у тада новоизграђену зидану цркву која је завршена 1857. године. У вријеме подизања цркве (око 1860. године) познати су и дервентски свештеници Павле Џабић и Павле Твртковић. Писано свједочење о овом догађају постојало је у архиви црквене општине Дервента, а изјаву је дала унука Гавре Степановића, госпођа Јока Јокица Радетић, супруга директора основне школе у Дервенти. Црква Успења Пресвете Богородице је освјештана на Велику Госпојину 1857. године и од тада се овај дан слави као црквена слава Дервенте уз традиционални дервентски вашар. Ова цркву су је миниране и срушиле до темеља муслиманске снаге 4. јуна 1992. године током рата у Босни и Херцеговини.
Цркве и манастири у овом периоду су врло страдали, јер су пљачкани, паљени и рушени. Цркве су биле рјеђе него прије, а мало их је поправљано. Осим дервентске у то вријеме велике зидане цркве подигнуте су још само у Сарајеву, Мостару, Ливну и у Чипуљићу код Бугојна. Спаљени су и разрушени многи манастири, али се народ на развалинама и згариштима цркава молио Богу, а литургија је вршена под скинијама и ведрим небом.
Крајем 19. вијека био је то већ град са 3.200 домаћинстава. Прва основна (српска) школа почела је да ради 1864, а градска болница двадесетак година касније. До краја 19. вијека већ су развијени и први индустријски погони. Изграђен је парни млин, ткачница, штампара, водовод, а кроз Дервенту је прошла и пруга уског колосијека која је повезивала Брод и Сарајево.

### Југославија
Почетком 20. вијека Дервента је већ постала и богато трговачко мјесто, а њена околина важила је као један од најплоднијих крајева тадашње Босне. Пред Први свјетски рат у Дервенти су отворене гимназија, учитељска и пољопривредна школа. Црквени одбор је 1934. године одлучио да реконструише кров и изгради звоник од чврстог материјала. Радови су повјерени предузетнику Јохану Хофману из Дервенте, а изводио их је мајстор Фабијан Бодружић. Звоник је био саграђен од специјално печених цигала и био је постављен на истом мјесту гдје је некада стајао дрвени.
Парохијски Дом у Дервенти је саграђен крајем 1937, као задужбина Васе и Марије Јакшић, који су црквеној општини Дервента завјештали земљу и новац, а изграђен је на темељима пропале Српске кредитне банке. У логору у Славонској Пожеги у једној бараци било је смјештено око 400 Срба сељака из Босне, из среза Дервента, које су усташе убиле 16. августа 1941.
Дервента је 19. априла 1945. године ослобођена и овај датум сматра се Даном ослобођења општине у Другом свјетском рату. Током четири године окупације, погинуло је око 1.350 Дервенћана, како у логорима и затворима, тако и у њиховим домовима.
Након Другог свјетског рата, Дервента осамдесетих година достиже врхунац у свом развоју и сврстава се у горњи дио љествице средње развијених општина СФРЈ. Пред посљедњи рат, од 57 хиљада становника општине у индустрији текстила, коже и обуће, црне металургије и металопрераде, пољопривредне производње, грађевинарству, графичкој индустрији и другим пратећим дјелатностима било је тринаест и по хиљада запослених. Дервента је имала 17 хиљада становника, а са свим центрима мјесних заједница била је повезана категорисаним путевима. До важнијих центара у ширем окружењу и центара сусједних општина водили су магистрални путеви. То је са њеним географским положајем чинило посебну погодност за проток роба, људи и брзу комуникацију са већим регионалним центрима бивше Југославије.

### Рат у БиХ
На почетку распада Југославије и рата у БиХ, град је у априлу 1992. заузет од стране паравојних формација из Хрватске које су долазиле углавном из Ријеке, а једна од тих злогласних формација се звала „Азра“. Априла 1992. године, у бившем Дому ЈНА отворен је ратни логор Дервента за заробљене Србе, којим је управљала Хрватска војска. Почели су терор и злочини над српским становништвом. Међу бројним ратним злочинцима, који су вршили терор над становницима Дервенте, издваја се Азра Башић, познатија као Крвава Азра или Азра Два Ножа, која је на најсвирепије начине мучила и убијала заробљенике. И прије почетка операције „Коридор“, снаге Војске Републике Српске су у два наврата 2. и 12. маја 1992. године покушале ослободити Дервенту, али ти покушаји нису успјели због знатно јачих хрватских снага на овом подручју. Битка за ослобођење Дервенте трајала је двије седмице. Снаге Војске Републике Српске у Дервенту су ушле 4. јула 1992. године. Ослобођењем Дервенте укинути су логори у којима су били заточени Срби, заустављена су мучења и протјеривања српског народа од стране хрватско-муслиманских снага. За ослобођење Дервенте, животе је дало 608 бораца, а више од 4.000 је рањено.
Након рата, Дервента се сматрала најразрушенијим подручјем на простору бивше Југославије након Вуковара. Рат је донијео бројне жртве као и велика разарања. Скоро цијела општина била је оштећена, поједини објекти су до темеља уништени, а производни погони су затворени. Бројне грађевине су у периоду од краја рата до данас обновљене, али и даље постоје рушевине које свједоче о великим разарањима на подручју Дервенте. Међу њима је најупечатљивија Робна кућа, која се налази у центру Дервенте, која још увијек није обновљена. Тренутно је Дервента једна од најразвијенијих општина у Босни и Херцеговини.

## Образовање
Најстарија основна школа у Дервенти је ОШ „Никола Тесла“. Први упис у основну школу у Дервенти извршен је 1879. године и та година сматра почетком постојања ове школе. Први учитељ био је Фрањо Тичак, који је исте године са групом грађана отворио и прву јавну читаоницу. ОШ „Никола Тесла“ премјестила се у тренутну зграду на Тргу ослобођења 1914. године са укупно 126 ученика у три одјељења првог разреда. Основна музичка школа отворена је 1969. године. Рад Основне музичке школе прекинут је за вријеме рата у БиХ, а поново је отворена 2. октобра 1995. године, са смјеровима за клавир, гитару и хармонику. Трећа основна школа, ОШ „19. април“, основана је 1978. године, а назив је добила по дану ослобођења Дервенте у Другом свјетском рату.
У Дервенти је 1. октобра 1947. године основан Центар за дјецу са сметњама у развоју „Будућност”. Ова установа је до 22. октобра 2012. године дјеловала под називом Завод за слијепе и слабовидне „Будућност”. Ова установа обухвата основно и средње образовање и васпитање слијепих и слабовидих ученика, као и ученика са вишеструким сметњама. Поред ове установе, у Дервенти постоје још двије средњошколске установе: Средњошколски центар „Михајло Пупин” и Стручна и техничка школа Дервента. Средњошколски центар „Михајло Пупин” основан је 1912. године као Мала реална гимназија у Дервенти. Стручна и техничка школа започела је са радом 16. новембра 1992. године са 380 ученика који су се школовали у три струке и осам занимања.
У Дервенти постоје двије високошколске установе: учитељски студиј Филозофског факултета Универзитета у Бањој Луци, отворен 2010. године, као и Висока школа за примијењене и правне науке „Прометеј”, отворена 2011. године.

## Култура
Носилац развоја културе у Дервенти је Центар за културу „Дервента”. Установа је основана 2009. године, а налази се у згради некадашњег Дома Југословенске народне армије. Зграду је пројектовао познати босанскохерцеговачки архитекта Иван Штраус. У Центру за културу организују се бројне свечаности, приредбе, представе, изложбе, концерти и слично.
Прва библиотека у Дервенти је основана 1945. године и постојала је до 1992. године, односно до почетка ратних сукоба на овим просторима. Народна библиотека „Бранко Радичевић” основана је 11. јула 1994. године, а налази се у згради из аустроугарског периода. У истој згради налази се и музеј, а зграда је проглашена за непокретно културно добро Српске.
У Дервенти је сниман дио филма Турнеја. Од 1912. године у Дервенти излази Дервентски лист, други најстарији лист на Балкану.

### Споменици
На Тргу православља се налази Централни споменик посвећен борцима Војске Републике Српске, испред кога се сваке године, на крсну славу општине, 28. августа, служи парастос за 608 погинулих бораца Војске Републике Српске, као и на Дан ослобођења Дервенте у Одбрамбено-отаџбинском рату, 4. јула, уз полагање вијенаца. На овом тргу се такође налази Храм Успења Пресвете Богородице, саграђен 2010. године, који представља спомен-храм на све жртве у протеклом рату. На Тргу ослобођења налази се Градска џамија, која је проглашена за национални споменик БиХ. У ужем центру Дервенте налази се и Долњачка џамија која је такође проглашена за национални споменик БиХ. Поред ОШ „Никола Тесла”, на Тргу ослобођења, налази се централно спомен-обиљежје палим борцима за ослобођење Дервенте у Другом свјетском рату, испред ког се сваке године на Дан ослобођења, 19. априла, полажу вијенци.

#### Спомен-комплекс Чардак
Спомен-комплекс „Чардак” налази се у истоименом приградском насељу. Споменик је подигнут у знак сјећања на страдање 41 Србина из Чардака који су убијени током 1992. у овом насељу. За вријеме напада Хрватске војске и паравојних хрватско-муслиманских јединица на Васкрс, 26. априла 1992, у насељу је убијено 36 Срба. Остали становници Чардака су одведени у логоре у Пољарима, Рабићу и Дому ЈНА. Споменик се налази на мјесту гдје су у масовну гробницу бачена тијела 19 убијених Срба. На споменику стоји натпис: На овом мјесту је била масовна гробница српских цивила страдалих од Злочинаца у Дервенти 1992. год. Освештао га је 7. јула 2012. епископ Василије Качавенда на дан откривања.

### Дервентски вашар
Дервентски вашар или Великогоспојински сабор је привредно-забавна манифестација међународног карактера. Сматра се једном од најстаријих манифестација у Босни и Херцеговини, а један је од највећих вашара на простору бивше Југославије. Одржава се сваке године на Велику Госпојину, 28. августа, која је уједно и крсна слава града Дервенте. Први Дервентски вашар одржан је још у вријеме османске владавине на овим просторима и то поводом постављања крста на дервентску православну цркву. Од тада, вашар је „преживио” 3 рата: почетком Првог свјетског рата, забрањено је одржавање вашара јер су се Срби, њихове светиње и забаве нашле на удару Аустроугара, али је настављен већ 1922. године; у току Другог свјетског рата, 1941. године, поново је прекинут, а настављен је по ослобођењу Дервенте; за вријеме Рата у БиХ прекинут је јер „док се гине, коло се не игра”. Када је Дервента обновљена, Дервентски вашар је поново почео да се одржава на лијевој страни ријеке Укрине. У оквиру Дервентског вашара, у Спортско-културном центру Дервента одржава се и Дервентски сајам привреде и туризма. Током Дервентског вашара прославља се и крсна слава града, додјељују признања истакнутим личностима и установама, одржавају сомијада и фишијада, турнири у одбојци на пјеску и рукомету, моторијада, музички концерти и друго. Дервентски вашар уврштен је на листу нематеријалне културне баштине Републике Српске.

## Религија
Архијерејско намјесништво дервентско припада Епархији зворничко-тузланској. У Дервенти постоје два православна храма, Саборни и спомен храм Успења Пресвете Богородице у средишту града, као и Храм Преображења Господњег у Новом Насељу, који је тренутно у изградњи. У току је обнова Старе цркве у Српској вароши, чија је градња започета 1851. године и завршена 1885. године, а која је 4. јуна 1992. године срушена.
Храм Успења Пресвете Богородице, који се налази на Тргу православља, грађен је од 1994. до 2010. године, а посвећен је свим погинулим српским војницима у протеклим отаџбинским ратовима. Овај храм је највећа православна богомоља у Босни и Херцеговини.
- Храм Успења Пресвете Богородице у Дервенти
- Храм Преображења Господњег у Дервенти
- Градска џамија или Али-агина џамија
- Црква светог Јураја мученика у Дервенти

## Привреда
У посљедњем рату који се одвијао на већем дијелу подручја града Дервенте било је много жртава, а разорена су и уништена огромна материјална добра. У непосредним борбеним дејствима оштећен је или уништен већи дио стамбених зграда, индустријска опрема, посебно прерађивачки капацитети Текстилне индустрије „Укринда”, као и материјална добра пољопривреде. Према непотпуним подацима, материјална ратна штета процјењује се на преко пет стотина милиона долара. По престанку ратних дејстава, са скромним властитим материјалним могућностима, приступило се санацији објеката који су били неопходни за успостављање најважнијих животних функција. Уз помоћ донатора саниран је дио водовода, електро и ПТТ система, школских објеката, обданиште и Дом здравља, као и већи дио локалних путева и саобраћајница магистралног значаја. Покренут је и дио привредних капацитета. Предратни привредни капацитети Дервенте и производња, чијих је шездесет процената било намијењено страном тржишту, те значајна пољопривредна производња, уз добре саобраћајне везе и кадровски потенцијал представљају основу привредне обнове и даљег развоја Дервенте.
Предузеће „Укрина”, са деведесет година дугом традицијом у производњи тканина и плетенина са убаченом потком, најпознатије је предузеће овог насеља из пријератног периода. Производња је 1991. године достигла 10 милиона метара квадратних тканине, а произвођени су и заштитна опрема, кухињска галантерија и постељина. У фабрици је радило 1.800 радника. Међутим, „Укрина” је највише и погођена ратним разарањима. Ткачница је потпуно уништена, а предионица, дорада и конфекција дјелимично оштећене. Фабрика шавних цијеви „УНИС” имала је годишњу производњу од 40 хиљада тона цијеви, цијевних елемената и производа финалне прераде. Тренутно се производни капацитети ове фабрике користе са 25%. То јасно указује које су могућности улагања у ту фабрику, посебно у финалну прераду, поготово што тржиште за производе „УНИС”-а постоји, а сачуван је и кадровски потенцијал. У Фабрици обуће „ДЕМОС” произвођено је прије рата 15 хиљада пари обуће дневно, од чега 90% за извоз. Фабрика данас ради са 23 процента капацитета, а већи дио производње намијењен је страним партнерима. Имајући у виду инфраструктурну опремљеност објеката и кадровски потенцијал додатна улагања омогућила би знатно проширење производње. Потребе за додатним капиталом постоје и у осталим предузећима у Дервенти. Значајне су могућности повећања производње и ширења производних програма у Фабрици аутодијелова „Механика”, затим Грађевинском предузећу „Рад”, штампарији „Искра”, Предузећу за производњу, монтажу и пројектовање металних конструкција и опреме „Технорад” и низу других приватних предузећа којих је све више у Дервенти. Она су комплементарна већим индустријским капацитетима и допуњују производне програме. Развоју тих предузећа доприносе и стимулативне олакшице у планској градњи, како стамбеног тако и пословног простора.

## Становништво
У дефтеру из 1570. помињу се села Горња и Доња Укрина, из којих се временом развило насеље Дервента. Ова села била су, поред муслимана, насељена и бројним влашким становништвом, које је имало свог кнеза. Средином 16. вијека у овим селима по 30 хришћанских домаћинстава добило је пореске олакшице, уз дужност да чувају дербенд и осигуравају јавни пут од Тешња према Пожеги. Та њихова обавеза, посебно брига о мосту на Укрини, наглашена је у дефтеру из 1604. године. Горња Укрина је 1604. имала 215 домаћинстава (175 муслиманских и 40 хришћанских) и била је "велики дербенд" на десној обали ријеке Укрине. Доња Укрина имала је 30 домаћинстава (18 хришћанских и 12 муслиманских) и била је "мали дербенд" на лијевој обали Укрине (данашње градско насеље Омерагићи).
Дефтер из 1604. указује на појачан процес исламизације у Горњој и Доњој Укрини. Значајне промјене у етничкој и вјерској структури становништва дервентског подручја десиле су се крајем 17. и у 18. вијеку, а на њих су утицали ратови између Аустрије и Турске. Према подацима из католичког шематизма 1855, у насељу Дервента и истоименој нахији живјело је: 1.736 православних породица са 12.850 становника, 1.750 католичких са 12.285 становника и 498 муслиманских (пописано је само мушко становништво - 1.731). Након аустроугарске окупације БиХ, на подручје дервентске општине нова власт је населила Пољаке и Украјинце (тзв. Галицијане) у села Доња Лупљаница (заселак Малица) и Горњи Детлак, Нијемце у села Бунар, Календеровци Доњи и Поље, Чехе у Доњу Лупљаницу (заселак Малица) и Мађаре у Јасенце (дио насеља Дервента). Котар Дервента 1879. имао је 6.485 домаћинстава и 39.385 становника (16.815 православаца, 14.989 католика, 7.497 муслимана, 83 Јевреја и једног из реда осталих); 1910. - 33.894 становника; 1931. Срез Дервента - 67.305; 1948. - 43.787; 1961. општина Дервента - 57.267; 1991. - 56.328 (22.986 Срба, 21.972 Хрвата, 7.122 Муслимана, 3.306 Југословена и 942 из реда осталих); 2013. - 9.345 домаћинстава и 25.922 становника (21.495 Срба, 2.181 Хрвата,1.686 Бошњака, 264 из реда осталих, 242 неопредијељена и 54 непознато). Град Дервента 1879. имао је 799 домаћинстава и 3.225 становника (2.257 муслимана, 632 католика и 30 Јевреја); 1910. - 5.363 становника; 1921. - 6.176; 1948. - 9.098; 1961. - 9.843; 1991. - 17.722 (5.585 Муслимана, 4.571 Срба, 4.331 Хрвата, 2.581 Југословена и 654 из реда осталих); 2013. - 4.009 домаћинстава и 11 .076 становника (9.289 Срба, 1.081 Бошњака, 356 Хрвата, 184 из реда осталих, 145 неопредијељених и 21 непознато).
Солунски добровољци са подручја града били су: Мухарем Бломбић, Милан Драча, Алекса Дуроња, Антон Живковић, Никола Ковачевић, Светозар Олујић, Хасан Поробић, Владимир Радуловић, Нурија Селвић, Трифун Стрика и Пајо Шурлан. У Другом свјетском рату са подручја општине страдало је 1.208 цивила и 258 бораца Народноослободилачке војске Југославије, а у рату Одбрамбено-отаџбинском рату 1992-1995. погинуло је 608 бораца Војске Републике Српске.
|                      | 2013.           | 1991.           | 1981.           | 1971.           | 1961.          |
| Укупно               | 11 631 (100,0%) | 17 748 (100,0%) | 14 357 (100,0%) | 11 824 (100,0%) | 9 843 (100,0%) |
| Срби                 | 9 667 (83,11%)  | 4 555 (25,66%)  | 2 934 (20,44%)  | 2 496 (21,11%)  | –              |
| Бошњаци              | 1 219 (10,48%)  | 5 558 (31,32%)1 | 4 593 (31,99%)1 | 5 065 (42,84%)1 | –              |
| Хрвати               | 378 (3,250%)    | 4 317 (24,32%)  | 3 727 (25,96%)  | 3 439 (29,08%)  | –              |
| Неизјашњени          | 153 (1,315%)    | –               | –               | –               | –              |
| Муслимани            | 53 (0,456%)     | –               | –               | –               | –              |
| Остали               | 38 (0,327%)     | 695 (3,916%)    | 242 (1,686%)    | 267 (2,258%)    | –              |
| Југословени          | 37 (0,318%)     | 2 623 (14,78%)  | 2 799 (19,50%)  | 459 (3,882%)    | –              |
| Босанци              | 29 (0,249%)     | –               | –               | –               | –              |
| Украјинци            | 21 (0,181%)     | –               | –               | –               | –              |
| Непознато            | 21 (0,181%)     | –               | –               | –               | –              |
| Босанци и Херцеговци | 5 (0,043%)      | –               | –               | –               | –              |
| Роми                 | 4 (0,034%)      | –               | –               | –               | –              |
| Турци                | 4 (0,034%)      | –               | –               | –               | –              |
| Црногорци            | 1 (0,009%)      | –               | 21 (0,146%)     | 38 (0,321%)     | –              |
| Албанци              | 1 (0,009%)      | –               | 18 (0,125%)     | 11 (0,093%)     | –              |
| Македонци            | –               | –               | 12 (0,084%)     | 14 (0,118%)     | –              |
| Словенци             | –               | –               | 9 (0,063%)      | 32 (0,271%)     | –              |
| Мађари               | –               | –               | 2 (0,014%)      | 3 (0,025%)      | –              |

1. 1 На пописима од 1971. до 1991. Бошњаци су пописивани углавном као Муслимани.

|  |  |

## Спорт
Најпопуларнији спорт у Дервенти је рукомет и град има дугу традицију у овом спорту. РК Дервента је основан 1947. године, а тренутно се такмичи у Премијер лиги Босне и Херцеговине. Фудбал у Дервенти на клупском нивоу игра се још од 1919. године када је основан ФК Дечко. Након Другог свјетског рата, ФК Дечко и постратни клуб ФК Текстилац, уједињују се у један клуб који постоји и данас. ФК Текстилац се такмичи у Првој лиги Републике Српске. У децембру сваке године одржава се такмичење у малом фудбалу у Спортско-културном центру.

## Знамените личности
- Поп Јовица, вођа буне.
- Јосип Мажар Шоша, народни херој Југославије.
- Милорад Радуловић, командант мајор специјалних јединица полиције V одреда - Добој, ослободилац Дервенте, Орден Карађорђеве звијезде II реда.
- Никола Ковачевић, револуционар.
- Алојз Бенац, археолог и историчар.
- Антоније Сунарић, књижевник.
- Анто Гардаш, књижевник
- Јозефина Даутбеговић Крајиновић, пјесникиња.
- Бранко Видић, сценариста и писац.
- Сулејман Меденчевић, кинематограф и продуцент.
- Зоран Ранкић, глумац.
- Крунослав Шарић, глумац.
- Миле Китић, српски фолк певач.
- Илија Бегић, пјевач изворне музике.
- Аземина Грбић, пјевачица.
- Родољуб Шабић, политичар.
- Атиф Хаџикадић, политичар.
- Милорад Симић, политичар.
- Слободан Наградић, политичар.
- Ведран Ћорлука, фудбалер.
- Мирослав Пејић, фудбалер.
- Марио Токић, фудбалер.
- Сенад Лупић, фудбалер.
- Абас Арсланагић, рукометаш.
- Мухамед Мемић, рукометаш.
- Неџад Мулабеговић, атлетичар.
- Антон Марас, теквондоист.